# Adam Kszczot

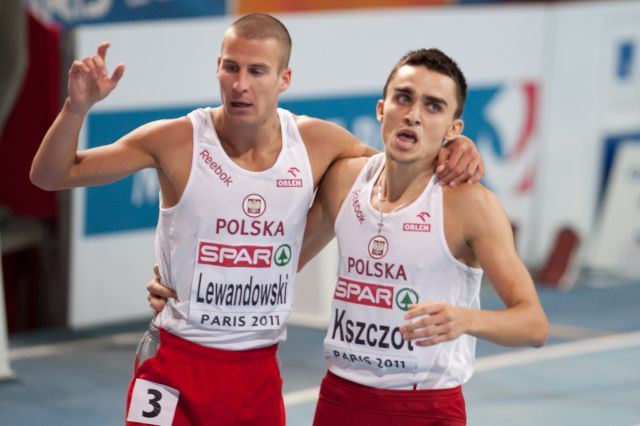
Kszczot (rechts) viert zijn titel bij de EK indoor 2011.

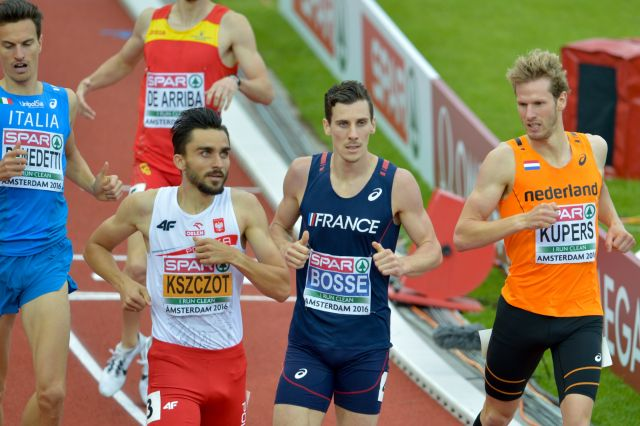
Kszczot (links) tijdens de halve finale bij de EK van 2016.

 Adam Kszczot (Opoczno, 2 september 1989) is een Poolse middellangeafstandsloper, die gespecialiseerd is in de 800 m. Hij is viervoudig Europees kampioen en vertegenwoordigde zijn vaderland tweemaal op de Olympische Spelen, maar wist geen van beide keren tot een finale door te dringen.

## Biografie

### Europees kampioen U23
Kszczot maakte zijn debuut op een internationaal kampioenschap met het winnen van de bronzen medaille op de 800 m op de Europese kampioenschappen voor junioren in Hengelo in 2007. Een jaar later belandde hij op de wereldkampioenschappen voor junioren in Bydgoszcz met een vierde plaats net buiten het podium. Nadat hem dat in 2009 tijdens de Europese indoorkampioenschappen op de 800 m opnieuw was overkomen, veroverde hij later dat jaar zijn eerste internationale titel op deze afstand op de EK U23 in Kaunas. Hij versloeg hierbij zijn landgenoot Marcin Lewandowski.

### Europees indoorkampioen in 2011 en 2013
Op de wereldindoorkampioenschappen van 2010 in Doha behaalde Kszczot de bronzen medaille op de 800 m, net als later dat jaar op de EK in Barcelona. In 2011 veroverde Kszczot zijn eerste titel op een groot internationaal seniorentoernooi. Op de EK indoor in Parijs won hij de 800 m, gevolgd door een zesde plaats op die afstand tijdens de WK in Daegu. Op de Olympische Spelen van 2012 in Londen sneuvelde hij in de halve finale van de 800 m met een tijd van 1.45,34. Hetzelfde overkwam hem op de wereldkampioenschappen van 2013 in Moskou, waar hij in de halve finale van de 800 m vierde werd in 1.45,68. Wel had Kszczot tijdens het eraan voorafgaande indoorseizoen op de 800 m zijn EK indoortitel geprolongeerd.

### Eerste Europese outdoortitel in 2014
In 2014 deed Kszczot goede zaken tijdens de WK indoor van Sopot in zijn thuisland. Hij werd tweede achter Mohammed Aman. Hetzelfde jaar werd Kszczot met het Poolse team tweede bij de IAAF World Relays op de 4 x 800 meter estafette. Als slotloper snelde Kszczot na Karol Konieczny, Szymon Krawczyk en Marcin Lewandowski naar een tweede plaats in een nationale recordtijd van 7.08,69. Op de 4 x 1500 meter estafette kon het Poolse team (Mateusz Demczyszak, Szymon Krawczyk, Marcin Lewandowski, Adam Kszczot) het podium niet behalen. 
 Later in 2014 veroverde Kszczot in Zürich de Europese outdoortitel, voor landgenoot Artur Kuciapski, in een tijd van 1.44,15.

### Zilver op WK in 2015
In 2015 won het Poolse estafetteteam wederom een zilveren medaille bij de IAAF World Relays. Tevens zette Kszczot samen met Mateusz Demczyszak, Łukasz Krawczuk en Marcin Lewandowski een Europees record neer op het estafette-onderdeel medley relay (1200 - 400 - 800 - 1600 meter). Kszczot liep de 800 m. Het team miste echter het podium en finishte als vierde. Individueel veroverde Adam Kszczot later in het seizoen wel een mondiale individuele medaille op de 800 m bij de WK in Peking. Hij werd tweede in 1.46,08 achter David Rudisha.

### Europese titel geprolongeerd in 2016
Tijdens het indoorseizoen van 2016 liet Kszczot zijn vorm zien door het klassement van de IAAF World Indoor Tour, een reeks prestigieuze indoorwedstrijden, te winnen en een beste jaarprestatie van 1.45,63 neer te zetten. Desondanks besloot hij niet aan de WK indoor mee te doen. De extra tijd die door deze beslissing vrijkwam om zich voor te bereiden op het baanseizoen gebruikte hij goed: hij verdedigde zijn titel uit 2014 met succes tijdens de EK van Amsterdam.
Minder goed verging het hem daarna op de Olympische Spelen van Rio de Janeiro, want op de 800 m eindigde hij, net als vier jaar eerder in Londen, als derde in zijn halve finale, die overigens door de latere kampioen David Rudisha werd gewonnen.

### Voor de derde maal Europees indoorkampioen
In Europa blijft Kszczot desondanks op de 800 m de te kloppen atleet. Hij bewees dit tijdens de EK indoor van 2017 in Belgrado, waar hij andermaal zegevierde en de titel, die in 2015 door zijn landgenoot Marcin Lewandowski bij afwezigheid van Kszczot was overgenomen, heroverde.

## Titels
- Wereldindoorkampioen 800 m - 2018

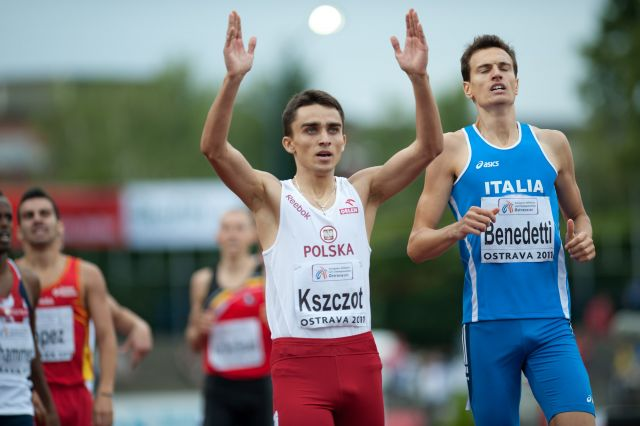
Kszczot wint de 800 meter bij de EK U23 van 2011.

- Europees kampioen 800 m – 2014, 2016
- Europees indoorkampioen 800 m – 2011, 2013, 2017
- Europees kampioen U23 800 m – 2009, 2011
- Pools kampioen 800 m – 2009, 2010, 2012, 2014, 2015
- Pools indoorkampioen 800 m – 2009, 2010, 2011, 2014, 2017

## Persoonlijke records
Outdoor
| Afstand | Prestatie    | Datum             | Plaats        |
| ------- | ------------ | ----------------- | ------------- |
| 400 m   | 47,00        | 31 mei 2009       | Łódź          |
| 600 m   | 1.14,55 (NR) | 5 augustus 2009   | Lahti         |
| 800 m   | 1.43,30      | 10 september 2011 | Rieti         |
| 1000 m  | 2.15,72      | 5 september 2014  | Brussel       |
| 1500 m  | 3.48,26      | 29 augustus 2009  | Bielsko-Biała |

Indoor
| Afstand | Prestatie    | Datum            | Plaats |
| ------- | ------------ | ---------------- | ------ |
| 600 m   | 1.15,26 (NR) | 5 februari 2012  | Moskou |
| 800 m   | 1.44,57 (NR) | 14 februari 2012 | Liévin |

## Palmares

### 800 m
- 2007:  EK U20 - 1.48,10
- 2008: 4e WK U20 - 1.47,91
- 2009: 4e EK indoor – 1.49,52
- 2009:  EK U23 - 1.45,81
- 2009: 9e EK team - 1.49,41
- 2009: 6e in ½ fin. WK – 1.46,33
- 2010:  WK indoor – 1.46,69
- 2010:  EK – 1.47,22
- 2011:  EK indoor – 1.47,87
- 2011:  EK U23 - 1.46,71
- 2011: 6e WK - 1.45,25

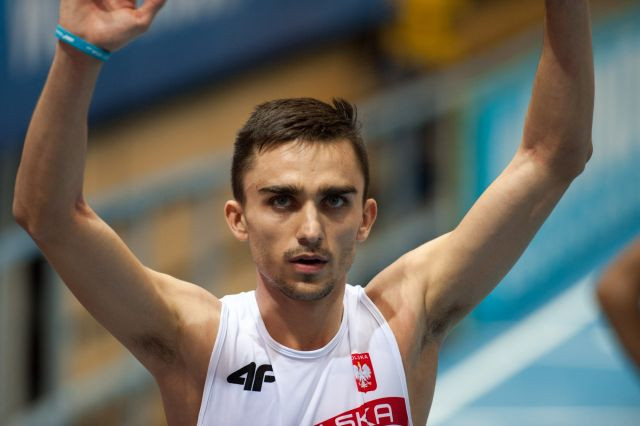
Kszczot tijdens de WK indoor van 2014.

- 2012: 4e WK indoor - 1.49,16 (in ½ fin. 1.47,90)
- 2012: 3e in ½ fin. OS - 1.45,34
- 2013:  EK indoor - 1.48,69
- 2013: 4e in ½ fin. WK - 1.45,68
- 2014:  WK indoor - 1.46,76
- 2014:  EK - 1.44,15
- 2015:  WK - 1.46,08
- 2016:  EK - 1.45,18
- 2016: 3e in ½ fin. OS - 1.44,70
- 2017:  EK indoor - 1.48,87
- 2017:  WK - 1.44,95
- 2018:  WK indoor - 1.47,47

### Diamond League-podiumplekken
- 2012:  London Grand Prix – 1.44,49
- 2014:  600 m British Grand Prix – 1.14,69
- 2014:  800 m DN Galan – 1.45,25
- 2014:  1000 m Memorial Van Damme – 2.15,72
- 2015:  800 m British Grand Prix – 1.47,03
- 2015:  800 m London Grand Prix – 1.44,85
- 2015:  800 m Weltklasse Zürich – 1.45,55
- 2015:  800 m Memorial Van Damme – 1.45,12
- 2016:  800 m DN Galan – 1.45,41
- 2016:  800 m Herculis – 1.44,49
- 2017:  800 m Golden Gala - 1.45,96

### 4 x 800 m
- 2014:  IAAF World Relays - 7.08,69 (NR)
- 2015:  IAAF World Relays - 7.09,98

### 4 x 1500 m
- 2014: 6e IAAF World Relays - 15.05,70

### afstands medley relay
- 2015: 4e IAAF World Relays - 9.24,07 (ER)

- World Athletics: 14217000
- Nationale Bibliotheek van Polen: a0000002966493
- Virtual International Authority File: 313026392